# Paul Guldin
Paul Guldin (nombre original, Habakkuk Guldin) nació el 12 de junio de 1577 en Mels, Suiza y murió el 3 de noviembre de 1643 en Graz, Austria. Fue un matemático y astrónomo.
De familia judía convertida al protestantismo, trabajó en la adolescencia como aprendiz de joyero pero a los veinte años abrazó el catolicismo e ingresó en la Compañía de Jesús, momento en el que cambió su nombre por el de Paul. En 1609 fue enviado al Colegio Jesuita de Roma en donde recibió las enseñanzas de Christopher Clavius.Más tarde fue profesor en los colegios jesuitas de Roma y Graz. Entre 1623 y 1637 fue profesor de matemáticas en Viena, hasta que retorna a Graz.
Enunció el teorema de Guldin que determina la superficie y el volumen de un sólido de revolución. Dicho teorema también es conocido como teorema de Pappus Guldin y teorema del centroide de Pappus en referencia a Pappus de Alejandría. Destaca su relación con el matemático y astrónomo alemán Johannes Kepler
En la obra del astrónomo Paolo Casati Terra machinis mota (1658), Casati imagina un diálogo entre Guldin, Galileo, y Marin Mersenne sobre varios problemas relativos a la cosmología, geografía, astronomía y geodesia.

## Obra
- Problema arithmeticum de rerum combinationibus (1622)
- Problema geographicum de motu terrae exmutanione centrigravitis (1622)
- Centrobaryca (en tres volúmenes, 1635, 1640, 1641)